# 佐賀県道223号伊賀屋停車場線
佐賀県道223号伊賀屋停車場線（さがけんどう223ごう いがやていしゃじょうせん）は、佐賀県佐賀市を通る一般県道である。

## 概要
佐賀市兵庫町大字若宮のJR九州長崎本線 伊賀屋駅から佐賀県道51号佐賀脊振線交点に至る。

### 路線データ
- 起点：佐賀県佐賀市兵庫町大字若宮（JR九州長崎本線 肥前麓駅前）
- 終点：佐賀県佐賀市兵庫町大字若宮（佐賀県道51号佐賀脊振線交点）

## 地理

### 通過する自治体
- 佐賀市

### 交差する道路
| 交差する道路           | 交差する場所   | 交差する場所 |
| ---------------------- | -------------- | ------------ |
| 佐賀県道51号佐賀脊振線 | 兵庫町大字若宮 | 終点         |

### 沿線
- JR九州長崎本線 伊賀屋駅
- 独立行政法人高齢・障害・求職者雇用支援機構佐賀支部佐賀職業能力開発促進センター（愛称：ポリテクセンター佐賀）